# Jan V van Venningen

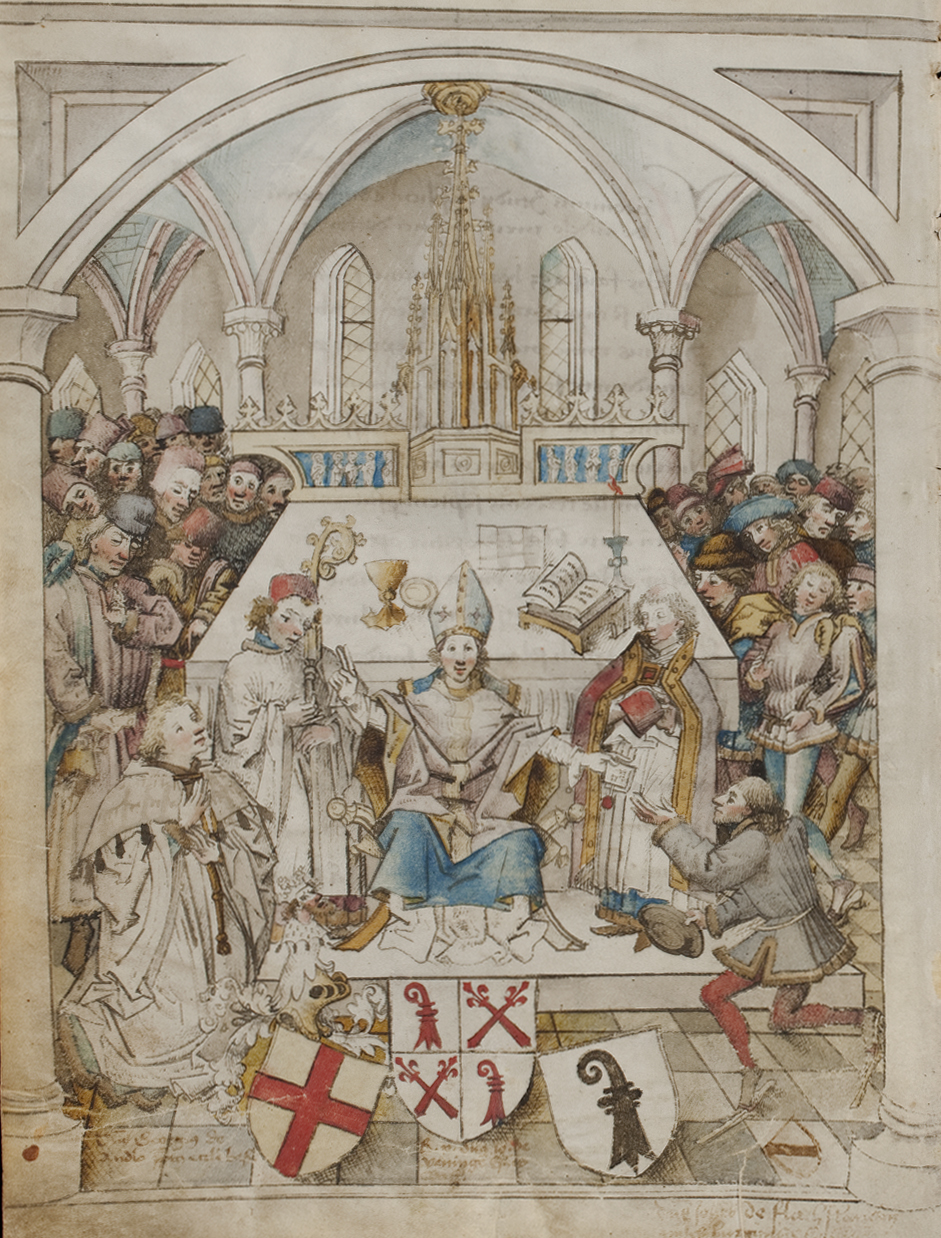
Jan V stichtte de universiteit van Bazel (1460)

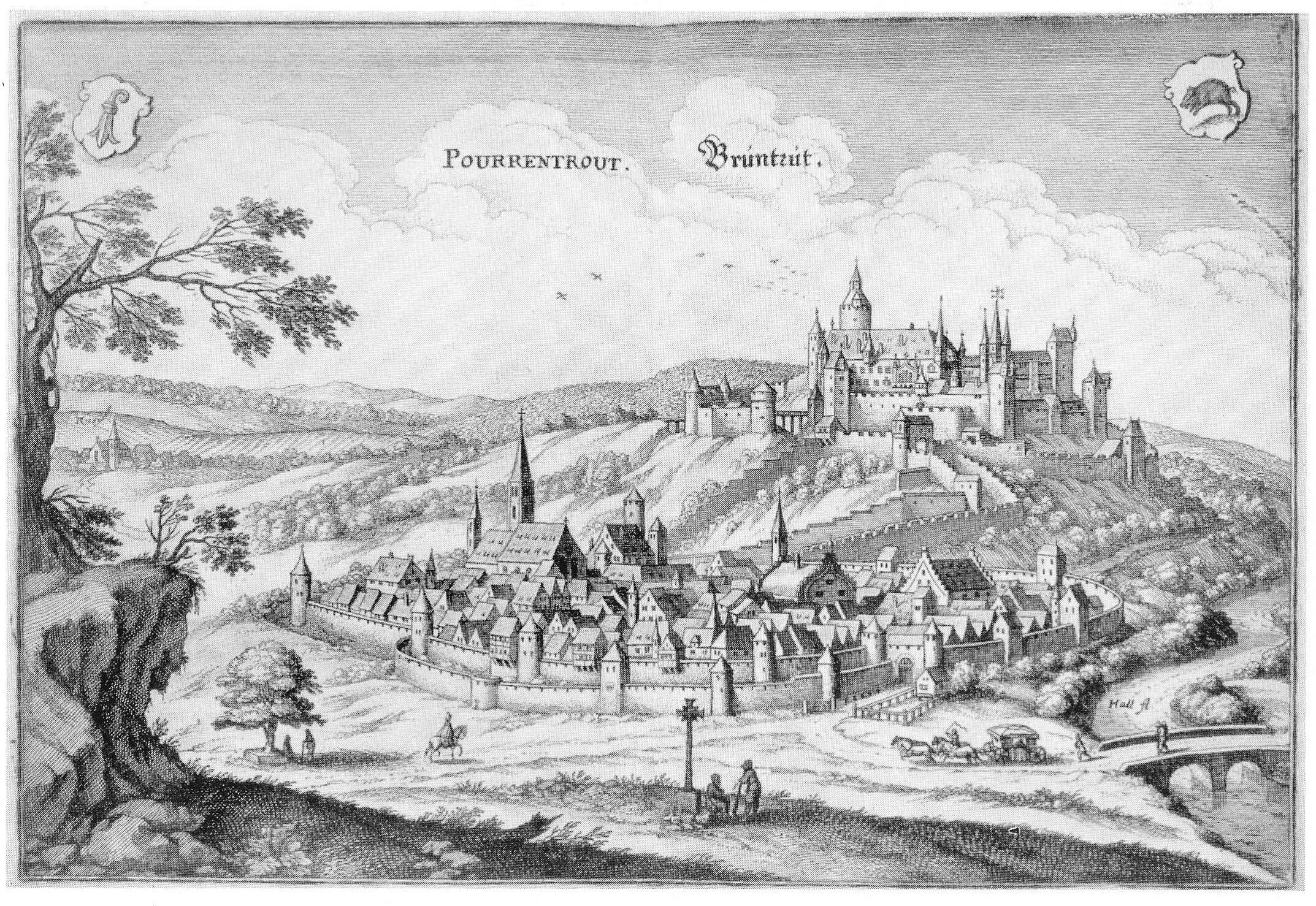
De stad Porrentruy in de Middeleeuwen

Jan V van Venningen (1409 – Porrentruy, 20 december 1478) was prins-bisschop van Bazel van 1458 tot zijn dood in 1478. Zijn Duitse naam was Johann von Venningen en zijn bijnaam was Johann von Pfenningen (Jan van Penningen).

## Levensloop
Jan was een zoon van Jan van Venningen en Margaretha van Zeiskam. Zijn beide ouders waren hovelingen in Heidelberg van de paltsgraven van de Rijn. Aan de universiteit van Heidelberg behaalde hij de graad van baccalaureus in de Artes (1430). Hij werd vervolgens geestelijke. Zijn carrière begon in de dom van Speyer waar hij domheer (1433) en deken (1450) werd. Tevens was hij kanunnik in titel van de kapittelkerken van Mainz, Worms en Bazel.
In 1458 verkoos het kapittel van Bazel hem tot bisschop van Bazel en werd hij vorst van Bazel in het Rooms-Duitse Rijk. Het kapittel onthaalde hem feestelijk op 8 april 1459. Twintig jaar was hij prins-bisschop en ging het hem financieel voor de wind. Zijn bijnaam was dan ook Johann von Pfenningen.
In 1460 organiseerde Jan feestelijk de stichting van de universiteit van Bazel; hij werd de eerste kanselier van de universiteit.
Hij vergrootte het territorium van het prinsbisdom in 1461: de stad Porrentruy en het omgevende land van Ajoie kocht hij af van de graven van Montbéliard. Ajoie was verloren gegaan voor het prinsbisdom een eeuw tevoren omwille van de slechte financiële toestand destijds. Bisschop Jan kocht dit oude land van Ajoie voor Bazel terug. Ajoie behoorde kerkelijk tot het aartsbisdom Besançon doch territoriaal aan de prins-bisschoppen van Bazel (tot de Franse Revolutie).
De stad Biel kreeg in 1468 van hem het recht een hogere rechtbank op te richten, wat bijdroeg tot zijn populariteit.
Naar het einde van zijn episcopaat zakte de populariteit van bisschop Jan V. In de Bourgondische oorlogen had hij partij gekozen voor de Zwitserse Confederatie, het buurland van het prinsbisdom. Tegenstanders van hem steunden hertog Karel van Bourgondië en zijn bondgenoten in Savoye. Deze tegenstanders stonden militair sterk, zowel in het westen (vrijgraafschap Bourgondië) als in het zuiden (graafschap Savoye).
Eén jaar na de dood van hertog Karel van Bourgondië, stierf Jan in zijn kasteel in Porrentruy (1478). Een deel van de omvangrijke erfenis schonk hij aan de domkerk van Speyer, waar hij zijn kerkelijke carrière begonnen was.
- Bibliothèque nationale de France: cb14618457z (data)
- Gemeinsame Normdatei: 129640638
- Historisch woordenboek van Zwitserland: 013031
- International Standard Name Identifier: 0000 0000 7263 0512
- Library of Congress Control Number: nr2005017672
- Système universitaire de documentation: 088594505
- Virtual International Authority File: 51647726
- WorldCat: E39PBJjXjP6vPpPMrfkfmrHjYP